# Sandstone
Sandstone – muzyczna grupa rockowa, powstała w 2001 roku. Od samego początku działalności skupiła się na tworzeniu utworów z gatunku rocka progresywnego, co zaowocowało nagraniem materiału demonstracyjnego. 2 marca 2006 Sandstone podpisało kontrakt z ProgRock Records wypuszczając swój debiutancki album Looking for Myself w kwietniu 2006 roku.
Grupa pochodzi z Jastrzębia-Zdroju. Zespołem kierował wokalista Marcin Zmorzyński, który w 2007 roku opuścił szeregi zespołu. Na pokładzie pojawił się Tomek Piątek. Partia gitar to zasługa Jarka Niecikowskiego, bas – Marcin Mathiak, perkusja – Arkadiusz Magner, a za keyboardem zasiada Grzegorz Marecik oraz Jarek Regulski, który brał czynny udział przy nagrywaniu albumu Looking for Myself.
Muzyka Sandstone łączy w sobie elementy charakterystyczne dla takich zespołów jak Dream Theater, Liquid Tension Experiment, Toto, jednak nie powiela schematów. Ciężkie gitarowe riffy przeplatają się z liniami wokalnymi oraz z elektronicznymi pejzażami nadającymi muzyce tekstury. Aktualnie zespół pracuje nad nowym albumem o nieco innym charakterze. Ma to być to odejściem od klasyków współczesnego "progresu". Grupa zapowiada nowe oblicze ich muzyki.

## Zespół
- Marcin Staszek – wokal
- Arkadiusz Magner – perkusja
- Michał Wala – gitary
- Marcin Mathiak – gitara basowa
- Jarosław Regulski – instrumenty klawiszowe

## Dyskografia
Zespół wydał dotychczas jedną płytę, noszącą tytuł Looking for Myself, zawierającą sześć mocno rozbudowanych utworów. Jest to koncept album mówiący o podróży człowieka przez życie w poszukiwaniu miłości. O miłości otrzymanej i ofiarowanej. Podróży pełnej frustracji oraz rozczarowań, zmuszającej do podejmowania trudnych decyzji. Młody człowiek może posiadać w sobie wystarczająco dużo nadziei i siły, by osiągnąć swoje cele, ale w pełni odnajdzie samego siebie tylko dzięki miłości.
Lista utworów:
1. Like A Thought - 9:12
2. Keep The Faith - 9:53
3. Looking For Myself - 15:20
4. Youth - 5:10
5. Birth Of My Soul - 7:38
6. Sunrise - 7:52